# Michael Aish
Michael Aish (* 24. Juli 1976 in New Plymouth) ist ein neuseeländischer Langstreckenläufer.

## Karriere
Bei den Olympischen Spielen 2000 in Sydney startete er über 10.000 Meter, schied aber im Vorlauf aus. Über dieselbe Distanz wurde er bei den Commonwealth Games 2002 in Manchester Achter. Bei den Weltmeisterschaften 2003 in Paris/Saint-Denis erreichte er im 10.000-Meter-Vorlauf nicht das Ziel.
2004 wurde er nationaler Meister über 10.000 Meter. Bei den Olympischen Spielen in Athen schied er über 5000 Meter im Vorlauf aus.
2005 kam er beim Grandma’s Marathon auf den elften und 2006 beim Fukuoka-Marathon auf den 13. Platz. Bei den Commonwealth Games in Melbourne wurde er Siebter über 10.000 Meter, und im Jahr darauf belegte er bei den Weltmeisterschaften 2007 in Ōsaka über dieselbe Distanz den 18. Platz.
2008 gewann er den Rock ’n’ Roll Arizona Marathon, bei dem er im darauffolgenden Jahr Sechster wurde. Beim Marathon der Weltmeisterschaften in Berlin erreichte er nicht das Ziel.
Michael Aish ist 1,75 m groß und wiegt 60 kg. Der Absolvent des Western State College of Colorado wird von Nic Bideau trainiert, startete zunächst für die Sportartikelfirma Nike und gehörte danach dem Team Strands an. Zusammen mit seiner Frau, der US-amerikanischen Langstreckenläuferin Nicole Aish (geb. Jefferson), lebt er in Gunnison (Colorado).

## Persönliche Bestzeiten

### Freiluft
- 3000-Meter-Lauf: 7:52,26 min am 7. Juni 2003 in  Palo Alto
- 5000-Meter-Lauf: 13:22,64 min am 19. April 2002 in  Walnut
- 10.000-Meter-Lauf: 27:46,37 min am 29. April 2007 in  Palo Alto
- Halbmarathon: 1:03:24 h am 18. September 2005 in  Philadelphia
- Marathon: 2:13:21 h am 13. Januar 2008 in  Tempe

### Halle
- 1 Meile: 4:02,96 min am 9. Februar 2002 in  Indianapolis
- 3000-Meter-Lauf: 7:50,65 min am 1. Februar 2003 in  Boston
- 5000-Meter-Lauf: 13:44,27 min am 10. März 2001 in  Boston